# Michel Chrétien
Pour l’article ayant un titre homophone, voir Michel Chrestien.
Pour les articles homonymes, voir Chrétien (homonymie).
Michel Chrétien (né à Shawinigan, le 26 mars 1936) est un professeur et scientifique spécialiste en neuroendocrinologie.

## Biographie
Michel Chrétien est le cadet d'une grande famille de 19 enfants. D'ailleurs, il est l'un des frères de M. Jean Chrétien, qui fut le 20e premier ministre du Canada de 1993 à 2003. En 1955, M. Michel Chrétien oriente son parcours académique en médecine afin de pouvoir aider les gens. En 1960, il obtient son diplôme dans cette discipline et reçoit une formation en endocrinologie et en chimie des protéines aux universités de Montréal, McGill, Harvard et Berkeley, et à l’Institut Salk. Notamment, il se démarque dans le monde des sciences avec sa théorie des prohormones qui, par la suite, sera appliquée à de nombreuses fonctions de la biologie humaine. De plus, au cours des décennies suivantes, ses nombreuses découvertes dans le domaine de la biologie feront progresser la science. La théorie du Dr Chrétien et ses multiples accomplissements scientifiques ont ouvert un nouveau chapitre dans le champ disciplinaire de la biologie . En 1967, il reçoit un doctorat honorifique de l'Université de Liège, en Belgique à la suite de ses travaux menant à la conclusion que « la synthèse des hormones hypophysaires s'effectue à partir de précurseurs plus significatifs ». À son arrivée à l’IRCM en 1967, il met en place le premier laboratoire de chimie des protéines au Québec.
En 2018, l'endocrinologue québécois apparait dans la plus récente version du Petit Larousse le décrivant comme suit;  « CHRETIEN (Michel) Shawinigan 1936, médecin et endocrinologue canadien, frère de J. Chrétien. Il explique, en 1967, le processus de fabrication de certaines hormones (théorie des prohormones), puis il codécouvre, en 1990, les enzymes qui les activent (appelées “convertases”), précisant ainsi sa première théorie. »  Il se dit très reconnaissant de cette réussite. « Ça a fait plaisir à la famille, ils sont fiers de leur petit frère ».
Le 17 mai 2018, à l’occasion de l’anniversaire de la fondation de Montréal, Michel Chrétien reçoit des mains de la mairesse Valérie Plante, l'insigne du plus haut grade de l'Ordre de Montréal (IRCM), soit le titre de commandeur de l’Ordre de Montréal. Au cours de sa longue carrière, à multiples occasions, il reçoit plusieurs prix et distinctions pour sa contribution exceptionnelle dans le domaine de la biologie.

## Distinctions

### Prix
- 2022 - Prix Armand-Frappier, Prix du Québec
- 1977 - Prix Michel-Sarrazin, Club de recherches cliniques du Québec
- 1978 - Prix Marcel-Piché, de l'Institut de recherches cliniques de Montréal
- 1978 - Prix Urgel-Archambault
- 1993 - Médaille McLaughlin
- 1994 - Prix de l'œuvre scientifique
- 1995 - Prix Izaak-Walton-Killam
- ??? - Prix Clarke Institute of Psychiatry
- ??? - Prix Boehringer-Mannheim de la Société canadienne de biochimie
- ??? - Prix Sandoz de la Société canadienne d'endocrinologie et métabolisme (SCEM)

### Décorations
- 1986 - Officier de l'Ordre du Canada
- 1994 - Officier de l'Ordre national du Québec[8]
- 2018 - Commandeur de l'Ordre de Montréal[9]
- 2022 - Grand officier de l'Ordre national du Québec[8]

### Honneurs
- 1981 - Membre de la Société royale du Canada
- Fellow de l'American College of Physicians
- Fellow du Collège royal des médecins et chirurgiens du Canada
- Doctorat honoris causa en sciences de l'université de Liège, Belgique
- Doctorat honoris causa en sciences de l'université Paris-Descartes, France